# Iwan Gustow
Iwan Stiepanowicz Gustow (ros. Иван Степанович Густов, ur. 6 marca 1911 we wsi Kozłowo w guberni twerskiej, zm. 6 czerwca 1996 w Moskwie) – radziecki polityk, członek KC KPZR (1981-1990), I sekretarz Komitetu Obwodowego KPZR w Pskowie (1961-1971).
1930 ukończył technikum agropedagogiczne i został przewodniczącym kołchozu w rodzinnej wsi, w 1931 był zastępcą przewodniczącego zarządu rejonowego związku kołchozów w obwodzie moskiewskim, od 1932 w WKP(b). Od 1933 dyrektor stanicy maszynowo-traktorowej, później kierownik rejonowego wydziału rolnego w obwodzie leningradzkim, od 1940 dyrektor stanicy w obwodzie nowosybirskim, później przewodniczący komitetu wykonawczego rady rejonowej i I sekretarzem rejonowego komitetu WKP(b) w tym obwodzie. W 1949 ukończył Wyższą Szkołę Partyjną przy KC WKP(b) i został kierownikiem wydziału Komitetu Obwodowego WKP(b) w Wielkich Łukach, 1950-1955 sekretarz Komitetu Obwodowego WKP(b)/KPZR w Wielkich Łukach, od 1955 do stycznia 1957 I zastępca przewodniczącego, a od stycznia do października 1957 przewodniczący Komitetu Wykonawczego Rady Obwodowej w Wielkich Łukach. Od października 1957 do kwietnia 1961 II sekretarz, a od kwietnia 1961 do 16 listopada 1971 I sekretarz Komitetu Obwodowego KPZR w Pskowie. Od 31 października 1961 do 23 lutego 1981 zastępca członka, a od 3 marca 1981 do 2 lipca 1990 członek KC KPZR. Od listopada 1971 zastępca, a od marca 1974 do 1989 I zastępca przewodniczącego Komisji Kontroli Partyjnej przy KC KPZR, następnie na emeryturze. Deputowany do Rady Najwyższej ZSRR od 6 do 11 kadencji.

## Odznaczenia
- Order Lenina
- Order Czerwonego Sztandaru Pracy
- Medal „Za pracowniczą dzielność”
- Medal „Za ofiarną pracę w Wielkiej Wojnie Ojczyźnianej 1941–1945”